# Милец, Мартин
Ма́ртин Ми́лец (словен. Martin Milec; род. 20 сентября 1991, Марибор) — словенский футболист, защитник клуба «Марибор».

## Клубная карьера
Воспитанник футбольной школы клуба «Алюминий». Взрослую футбольную карьеру начал в 2008 году в основной команде того же клуба, в которой провел два сезона, приняв участие в 27 матчах чемпионата.
Своей игрой за эту команду привлек внимание представителей тренерского штаба клуба «Марибор», в состав которого присоединился в 2010 году, подписав контракт на 4 года.. Сыграл за команду из Марибора следующие четыре сезона своей игровой карьеры. Большинство времени, проведенного в составе «Марибора», был основным игроком защиты команды.
В июне 2014 года, после 4 лет в «Мариборе», за 1,3 миллиона € перешёл в состав клуба «Стандард» (Льеж).
24 января 2016 года на правах аренды до конца сезона перешёл в нидерландский клуб «Рода».
6 августа 2017 года вернулся в «Марибор», где подписал трехлетний контракт.

## Карьера в сборной
Был включен в состав юношеской сборной Словении на Чемпионат Европы по футболу 2009 на Украине.
Дебют за национальную сборную Словении состоялся 14 августа 2013 года в товарищеском матче против сборной Финляндии (0:2). В настоящее время Милец провёл за сборную 4 матча.

## Достижения

### «Марибор»
- Чемпион Словении: 2010/11, 2011/12, 2012/13,  2018/19, 2021/22
- Обладатель Кубка Словении: 2011/12, 2012/13
- Обладатель Суперкубка Словении: 2012, 2013